# Воловель
Воловель (бел. Валавель) — деревня в Дрогичинском районе Брестской области Белоруссии. Входит в состав Закозельского сельсовета. Население — 287 человек (2019).

## География
Воловель находится в 14 км к юго-западу от Дрогичина. С востока к деревне примыкает центр сельсовета село Закозель. В пяти километрах к северу проходит шоссе М13 на участке Кобрин — Дрогичин. Местные дороги ведут в окрестные деревни. Вокруг села — развитая сеть мелиоративных каналов со стоком в Днепровско-Бугский канал. Ближайшая ж/д станция — в деревне Орловичи (линия Брест — Пинск).

## История
Воловель впервые упомянут в 1519 году. В 1766 году здесь построена деревянная униатская церковь св. Георгия, в XIX веке передана православным, сохранилась до наших дней.
После третьего раздела Речи Посполитой (1795 год) в составе Российской империи, принадлежала Кобринскому уезду Гродненской губернии.
Согласно Рижскому мирному договору (1921) деревня вошла в состав межвоенной Польши, где принадлежала Дрогичинскому повету Полесского воеводства. С 1939 года в составе БССР.

## Достопримечательности
- Георгиевская церковь. В некоторых источниках называется Юрьевской[6]. Построена из дерева в 1766 году. Памятник народного деревянного зодчества с элементами барокко.
- Братская могила воинов Великой Отечественной войны.

Оба объекта включены в Государственный список историко-культурных ценностей Республики Беларусь.